# Nyirő Ádám
Nyirő Ádám (Győr, 1723. szeptember 8. – Kassa, 1784) jezsuita áldozópap és tanár.

## Élete
1738. október 28-án lépett a rendbe, midőn Komáromban retorikát végzett. 1739–1740-ben Trencsénben novícius, 1741-ben Szakolcán ismétlő, 1742-ben Egerben a gimnázium alsó osztályában tanított. 1743–1744-ben Kassán logikát és fizikát tanult, 1746-ban Kolozsvárt a grammatikai, 1747-ben ugyanott a poézis osztály tanára, 1746–1747-ben egyszersmind a növendék papok felügyelője, 1747-től hitszónok volt ugyanott.
1750-ben I. éves teológus Grazban, 1754-től Pozsonyban a gimnázium alsó osztályaiban tanított, 1758–59-ben Kolozsvárt magyar ünnepi szónok és könyvtárnok, 1760-ban a logika és metafizika; 1761-ben a fizika tanára, egyszersmind egyházi hitszónok, 1762-ben Zágrábban, 1763-ban Győrött, 1764-ben Budán. 
1765–66-ban Kassán tartózkodott. 1767-ben Kolozsvárt bölcseleti dékán és hitszónok, 1768–71-ben Győrött, 1772-ben Budán, 1773-ban Nagyszombatban volt. A jezsuita rend feloszlatása (1773) után Kassán élt és ott halt meg 1784-ben.

## Munkái
- Epistolae Heroum et Heroidum. Promotore Georgius Szegedi. Claudiopoli, 1747 (versben)
- Utopia sapientiae rempublicam instituentis in tres partes divisae. Claudiopoli, 1748